# Joe (Name)
Joe ist eine Kurzform des männlichen Vornamens Josef, die auch als Familienname vorkommt.

## Namensträger

### Vorname
- Joe Arridy (1915–1939), US-amerikanischer unschuldig zum Tode verurteilter vermeintlicher Sexualstraftäter
- Joe Biden (* 1942), US-amerikanischer Politiker
- Joe Bonamassa (* 1977), US-amerikanischer Rockmusiker
- Joe Bryan (* 1993), englischer Fußballspieler
- Joe Calzaghe (* 1972), britischer Profiboxer
- Joe Clark (* 1939), kanadischer Premierminister
- Joe Cocker (1944–2014), britischer Sänger
- Joe Cullen (* 1989), englischer Dartspieler
- Joe Dassin (1938–1980), französischer Sänger
- Joe Delahanty (1875–1936), US-amerikanischer Baseballspieler
- Joe DeLamielleure (* 1951), US-amerikanischer American-Football-Spieler
- Joe DeRosa (* 1957), US-amerikanischer Basketballschiedsrichter
- Joe Frazier (1944–2011), US-amerikanischer Boxer
- Joe Hart  (1944–2022), US-amerikanischer Politiker
- Joe Henderson (1937–2001), US-amerikanischer Jazzmusiker
- Joe Jackson (1928–2018), US-amerikanischer Musikmanager und Vater der Jackson-Familie
- Joe Jackson (* 1954), britischer Rockmusiker
- Joe Jonas (* 1989), US-amerikanischer Schauspieler und Sänger
- Joe Knipp (* 1954), deutscher Autor, Sänger, Theaterregisseur und Theaterleiter
- Joe McKeehen (* 1991), US-amerikanischer Pokerspieler
- Joe Niczky (1918–1986), deutscher Fotograf
- Joe Pack (* 1978), US-amerikanischer Freestyle-Skier
- Joe Pass (1929–1994), US-amerikanischer Jazzgitarrist
- Joe R. Pool (1911–1968), US-amerikanischer Politiker
- Joe Rogan (* 1967), US-amerikanischer Comedian
- Joe Rosenblatt (1933–2019), kanadischer Dichter, Schriftsteller und Maler
- Joe Sachse (* 1948), deutscher Jazzgitarrist
- Joe Sakic (* 1969), kanadischer Eishockeyspieler und -funktionär
- Joe Serock (* 1988), US-amerikanischer Pokerspieler
- Joe Simon (1913–2011), US-amerikanischer Comicautor
- Joe Turner (1907–1990), US-amerikanischer Jazz-Pianist und Sänger
- Joe Turner (1919–1945), kanadischer Eishockeytorwart
- Joe Lynn Turner (* 1951), US-amerikanischer Rockmusiker
- Joe Vetrano (1918–1995), US-amerikanischer American-Football-Spieler
- Joe Viera (1932–2024), deutscher Jazzsaxophonist und -pädagoge
- Joe Vogel (* 1984), deutscher Abenteurer, Survivalausbilder und Autor, siehe Johannes Vogel (Abenteurer)
- Joe Weider (1919–2013), US-amerikanischer Kraftsportpionier
- Joe Williams (* 1947), US-amerikanischer American-Football-Spieler
- Joe Zawinul (1932–2007), österreichischer Jazz-Musiker

### Familienname
- Alicia Joe (Künstlername von Alicia Joester) (* 1996), deutsche Webvideoproduzentin, Influencerin, Streamerin und Autorin
- Anthony Joe (* 1996), australischer Badmintonspieler
- Bad Temper Joe, deutscher Gitarrist und Singer-Songwriter
- Billa Joe (eigtl. Billy-Joe Basaulua; * 1996), deutscher Rapper
- Colin Joe (auch Zhou Kelin; * 1988), kanadisch-chinesischer Eishockeyspieler
- Cousin Joe (1907–1989), US-amerikanischer Musiker
- Daniel Joe (* 1990), papua-neuguineischer Fußballspieler
- Deph Joe (* 1977), österreichischer Musiker
- Isaiah Joe (* 1999), US-amerikanischer Basketballspieler
- Renzo Tjon-A-Joe (auch Renzo Tjon A Joe; * 1995), surinamischer Schwimmer
- Rita Joe (1932–2007), kanadische Dichterin und Songwriterin